# Lusitanosaurus
Lusitanosaurus (que em latim significa "lagarto português") é um género de dinossauro thyreophora basal do período Jurássico Inferior de Portugal.
O género foi descrito pela primeira vez por Albert-Félix de Lapparent e Georges Zbyszewski em 1957. A espécie-tipo é Lusitanosaurus liasicus. O nome genérico é derivado da Lusitânia, o antigo nome em latim da região. O epíteto específico refere-se aos Lias.
O holótipo faz parte da coleção do Museu Nacional de História Natural e da Ciência da Universidade de Lisboa. A localização exata e a data da coleta são desconhecidas, o que torna uma datação geológica correta difícil, mas pode ser inferida a partir da rocha-mãe que foi descoberta perto de São Pedro de Moel, em estratos da idade Sinemuriana (Jurássico Inferior). Isto o tornaria o dinossauro mais antigo e conhecido de Portugal. O fóssil consiste num único maxilar esquerdo parcial, um osso da mandíbula superior, com sete dentes.
Atribuído originalmente ao grupo Stegosauria por Albert-Félix de Lapparent, Lusitanosaurus é hoje considerado um membro basal do grupo thyreophora, talvez pertencente ao celidossauro. Alguns autores consideram que é um nomen dubium.